# Paul Simon (Politiker, 1908)

Paul Simon

Paul Simon (* 18. Februar 1908 in Saarbrücken; † 27. Februar 1947 in Hamburg) war ein deutscher Politiker der NSDAP.

## Leben und Wirken
Der Sohn eines Eisenbahnbeamten und Bruder von Gustav Simon besuchte die Volksschule und das Realgymnasium, das er 1926 mit dem Abitur in Trier abschloss. 1929 arbeitete er als Beamtenanwärter bei der Deutschen Reichsbahn in Türkismühle. Simon heiratete 1937.
Im Dezember 1926 trat Simon in die NSDAP (Mitgliedsnummer 49.185) ein. Simons älterer Bruder Gustav war ebenfalls NSDAP-Mitglied und wurde 1931 Gauleiter des Gaus Koblenz-Trier. Nach Beschwerden über seine politische Betätigung wurde Simon im April 1930 strafversetzt und schied einen Monat später bei der Reichsbahn aus. Ab Juni 1930 war er hauptamtlicher Schriftleiter der NSDAP-Tageszeitung Trierer Nationalblatt, eine Tätigkeit, die ihm mehrere Haft- und Geldstrafen einbrachte. Simon, der im August 1930 in der Sturmabteilung (SA) den Rang eines Sturmführers innehatte, trat im Juli 1931 der Schutzstaffel (SS-Nr. 9.504) bei, schied jedoch 1932 bei der SS aus, da seitens des Reichsführers-SS eine Doppeltätigkeit verboten wurde. Im gleichen Jahr wurde Simon NSDAP-Bezirksleiter für die Kreise Bitburg, Daun und Prüm sowie Gauinspektor der Gauleitung Koblenz-Trier für den Regierungsbezirk Trier.
Nach der Machtübertragung an die Nationalsozialisten fungierte Simon als Hauptschriftleiter des Nationalblattes in Koblenz und als Gaupressechef. Zudem wurde er Stadtverordneter in Trier. 
Im Februar 1935 wechselte Simon in den Gau Pommern, wo er Hauptschriftleiter der Pommerschen Zeitung sowie der gesamten pommerschen Gaupresse wurde und außerdem zum Landesverbandsleiter des Reichsverbandes der Deutschen Presse (RDP) ernannt wurde. Für die NSDAP trat Simon als Gauredner auf; ab Oktober 1935 war er Ratsherr gemäß der Deutschen Gemeindeordnung in Stettin. Im April 1937 wurde Simon Kreisleiter für den Kreis Groß-Stettin; ab August 1937 war er stellvertretender Gauleiter für Pommern unter dem Gauleiter Franz Schwede-Coburg. Der SS trat er im Januar 1936 unter seiner alten Mitgliedsnummer erneut bei und erreichte nach mehreren Beförderungen im April 1939 den Rang eines Oberführers. Von April 1938 bis zum Ende der NS-Herrschaft im Frühjahr 1945 saß Simon außerdem als Abgeordneter für den Wahlkreis 6 (Pommern) im nationalsozialistischen Reichstag. 1944 soll Simon einen „Putsch“ gegen Gauleiter Schwede-Coburg versucht haben.
Bei Kriegsende wurde Simon am 5. Mai 1945 auf der Insel Rügen aufgegriffen, von der Roten Armee gefangen genommen und in das Internierungslager Fünfeichen bei Neubrandenburg überstellt. Ihm gelang die Flucht in die britische Zone, wo er verhaftet wurde. Als ein Auslieferungsersuchen aus Polen eintraf, nahm er am 27. Februar 1947 Zyankali.